# Батаиха
Батаиха — деревня в Оханском городском округе Пермского края России.
Расположена недалеко от правого берега Камы на расстоянии примерно 7 километров по прямой на юго-восток от села Казанка.
Деревня известна с 1880 года. С 2006 по 2018 год входила в состав Казанского сельского поселения Оханского района. После упразднения обоих муниципальных образований — населённый пункт Оханского городского округа.
Климат умеренно континентальный. Наиболее тёплым месяцем является июль, средняя максимальная температура которого 24,8 °C, а самым холодным январь со среднемесячной температурой −17,3 °C. Среднегодовая температура 2,1 °С.

## Население
| 2010 |
| ---- |
| 8    |

В 2002 году постоянное население составляло 5 человек (100 % русские).